# Darovec
Darovec je priimek v Sloveniji, ki ga je po podatkih Statističnega urada Republike Slovenije na dan 1. januarja 2010 uporabljalo 41 oseb in je med vsemi priimki po pogostosti uporabe uvrščen na 8.565. mesto.

## Znani nosilci priimka
- Darko Darovec, zgodovinar
- Jaka Darovec, bobnar
- Jernej Darovec, pevec
- Jože Darovec, psihiater
- Vida Rožac Darovec, zgodovinarka